# Arthur Goss
Pour les articles homonymes, voir Goss.
Arthur Scott Goss (1881-1940) est le premier photographe officiel de la ville de Toronto.

## Biographie
William Arthur Scott Goss est né à London, en Ontario, le 4 mars 1881. Il déménage à Toronto en 1883, où son père, John Goss, travaille dans l'industrie de la presse écrite et de l'édition. À la mort de son père, Goss, alors âgé de 10 ans, commence à travailler comme garçon de bureau chez un ingénieur de la ville. Il est promu commis aux réfection des rues en 1899 et travaille comme commis et dessinateur pendant près de vingt ans. Puis, en 1911, il est promu à la tête de la section photographie et création de plans et devient le premier photographe officiel de la ville de Toronto,.

### Vie professionnelle
Travaillant jusqu'à sa mort en 1940, Goss réalise des photographies pour divers services municipaux. Les plus connues ont été prises pour les services des travaux publics et de la santé. Pour le département des travaux, il a photographié le nettoyage des rues, la construction de nouvelles routes et les grands projets d'infrastructure, tels que le nouveau système hydroélectrique de la ville et le viaduc de Bloor (en). Ses photographies de nivellement et d'élargissement des rues, de construction de ponts, de passages souterrains et d'égouts, de nettoyage des rues et d'élimination des ordures ont été utilisées comme documents pour aider aux activités courantes du département des travaux qui, à l'époque, se concentrait sur l'amélioration de l'environnement physique de la ville.
Le médecin de la Santé Publique, le Dr Charles Hastings (en), a demandé l'aide de Goss dans sa croisade pour améliorer l'hygiène publique. Goss a photographié les conditions de vie insalubres et surpeuplées pour le département de la santé. Hastings a utilisé les photographies de Goss dans son rapport de 1911 comme preuve sur les conditions des bidonvilles. De nombreuses photographies de Goss pour le Département de la Santé n'ont jamais été publiées, mais elles ont été utilisées en interne pour identifier les problèmes, pour suivre l'avancement de projets particuliers ou pour rendre compte des nouvelles technologies et méthodes pour mener à bien les travaux. Avec Goss comme photographe de la ville, les photographies sont rapidement devenues une ressource importante dans de nombreux aspects du gouvernement municipal de Toronto.
Goss meurt le 1er juin 1940 et est enterré au cimetière Mount Pleasant.

## Intérêts artistiques
Goss était membre du Toronto Camera Club (en) et un membre actif du mouvement pictorialiste. Il a exploré les sujets pictorialistes habituels, tels que les portraits et les paysages, et a expérimenté le style caractéristique de flou artistique du pictorialisme. Comme d'autres associés au mouvement, Goss vise à produire des images esthétiquement agréables et considère sa pratique artistique comme une forme d'expression personnelle. Il organise des expositions de photographie d'art et remporte des prix pour ses photographies exposées au Canada et en Angleterre,.

## Héritage
Il y a environ 26 000 négatifs dans la collection Arthur Goss aux Archives de la ville de Toronto (en). Ces négatifs ont été trouvés dans le grenier de l'ancien hôtel de ville et ont été catalogués par les archivistes de la ville dans les années 1960.
L'écrivain canadien Michael Ondaatje s'est appuyé sur les photographies de Goss lors de ses recherches sur les conditions de vie des immigrants et de la classe ouvrière au début du XXe siècle à Toronto pour son roman La Peau d'un lion (In the Skin of a Lion, 1987). Ondaatje a inclus Goss comme personnage dans ce roman. Devant l'intérêt porté à Goss, résultant de la publication du roman d'Ondaatje, les Archives de la ville de Toronto ont organisé une conférence et une visite spéciales, adaptées aux étudiants, sur le rôle des photos de Goss dans le livre d'Ondaatje.
Goss devait notamment fournir un relevé visuel des problèmes sanitaires et sociaux posés par la pauvreté en milieu urbain. Les chercheurs ont comparé les photographies de Goss à celles de Jacob A. Riis et Lewis W. Hine.
Des décennies après sa mort, son travail est célébré dans plusieurs livres rassemblant ses photographies et dans des magazines,,.

Galerie
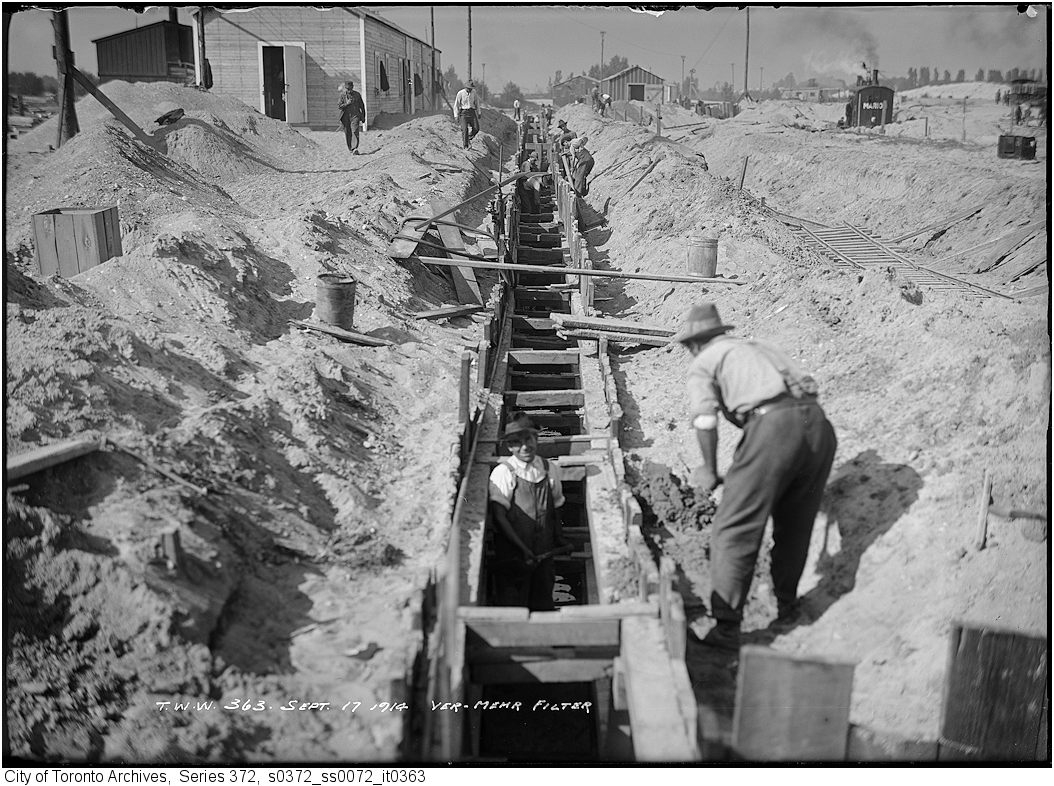
Construction des égouts (1914)
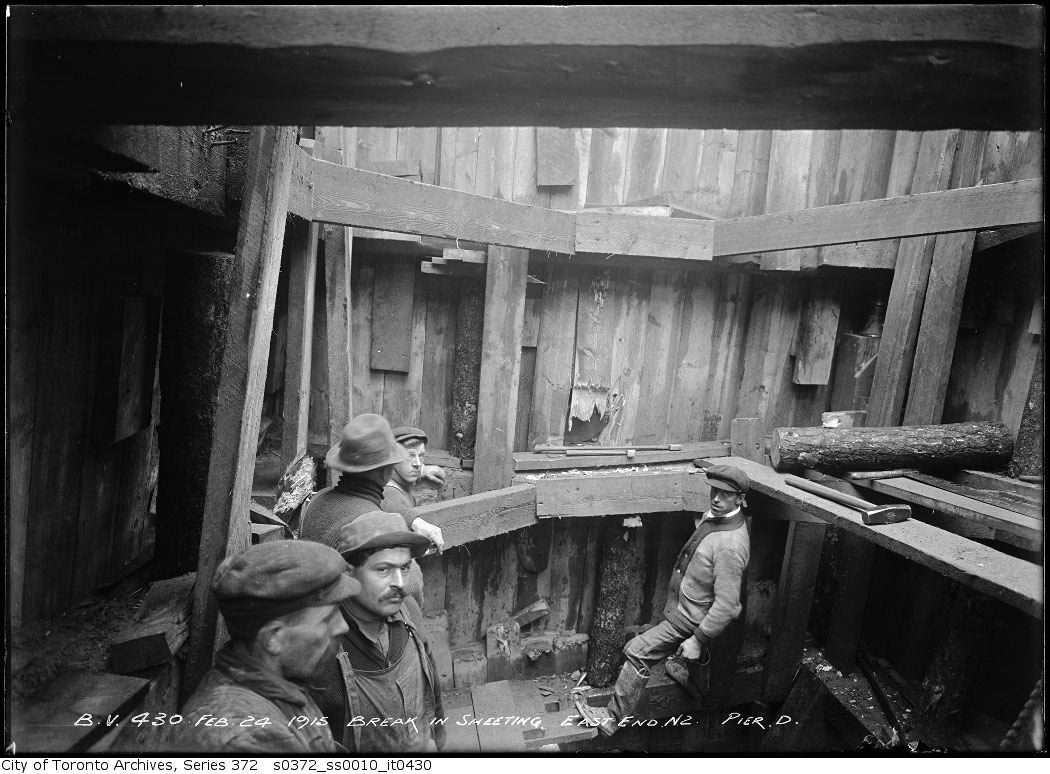
Construction du viaduc de Bloor (1915)
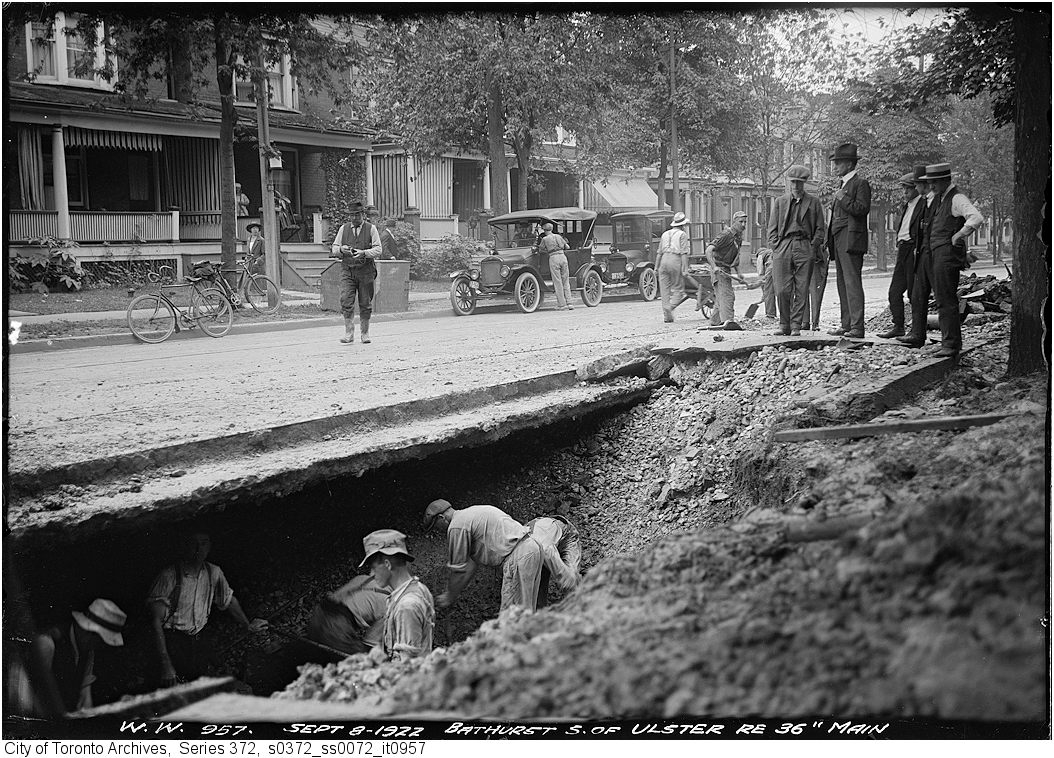
Travaux sur Bathurst Street (1922)
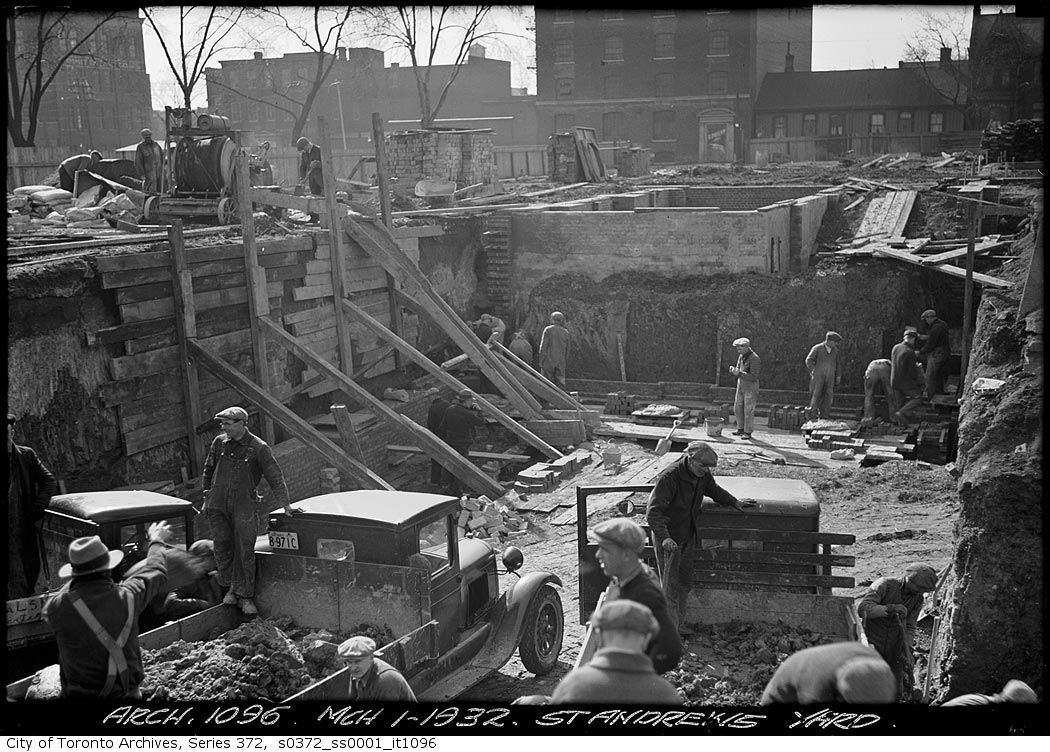
Travaux sur St Andrews Yard (1932)